# A Szövetségi Nyomozóiroda igazgatóhelyettese

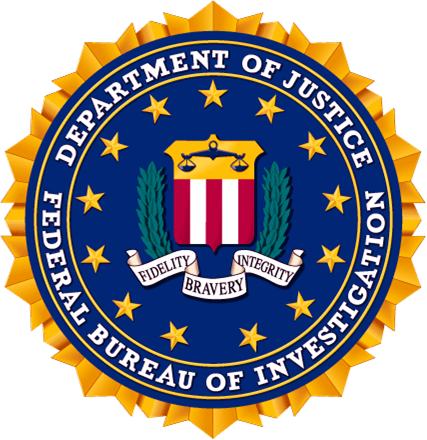
A Szövetségi Nyomozóiroda (FBI) címere

A Szövetségi Nyomozóiroda igazgatóhelyettese (angolul: Deputy Director of the Federal Boreau of Investigation) egy vezető kormánypozíció a Szövetségi Nyomozóirodában (FBI). A tisztség a második legmagasabb az igazgató után, így ő látja el az igazgató feladatait míg a hivatal üres vagy a hivatalnok hiányzik. Ez a hivatal a legmagasabb olyan elérhető pozíció, amelyet nem az elnök nevez ki. Az igazgatóhelyettes kötelességei közé tartozik az, hogy segíti az igazgatót és vezeti a kiemelt nyomozásokat. Minden más FBI-vezető és különleges ügynök rajta keresztül jelent az igazgatónak. 1978-tól 1987-ig az igazgatóhelyettes pozíciója nem volt betöltve William H. Webster azon döntése miatt, hogy a helyettes felelősségét osszák fel 3 pozícióra.

## A Szövetségi Nyomozóiroda (FBI) igazgatóhelyettesei
| #  | Kép                              | Név                 | Időszak                                | Hossz                             | Megjegyzés                                                       |
| -- | -------------------------------- | ------------------- | -------------------------------------- | --------------------------------- | ---------------------------------------------------------------- |
| 1  |                                  | Clyde Tolson        | 1930. – 1972. május 4                  | 42 év                             | Az FBI első igazgatóhelyettese                                   |
| 2  |                                  | Mark Felt           | 1972. május 4 – 1973. június 22        | 1 év, 49 nap                      | Később kiderült, hogy ő volt a „Mély Torok” fedőnevű informátor. |
| 3  |                                  | James B. Adams      | ? – 1978. február 5                    |                                   | A két időszak között az FBI megbízott igazgatója is volt         |
| 3  | 1978. április 6 – 1979. május 11 | James B. Adams      | 1 év, 35 nap                           |                                   | A két időszak között az FBI megbízott igazgatója is volt         |
| 4  |                                  | Floyd I. Clarke     | 1987. – 1993. július 19                | 6 év                              |                                                                  |
| 5  |                                  | David G. Binney     | 1994. február – 1994. december         | 11 hónap                          |                                                                  |
| 6  |                                  | Larry A. Potts      | 1995. február – 1995. május 2          | 3 hónap                           | Az FBI megbízott igazgatóhelyettese                              |
| 6  | 1995. május 2 – ?                | Larry A. Potts      |                                        | Az FBI állandó igazgatóhelyettese |                                                                  |
| 7  |                                  | Weldon L. Kennedy   | 1995. augusztus 8 – 1997               | 2 év                              |                                                                  |
| 8  |                                  | William J. Esposito | 1997 – ?                               |                                   |                                                                  |
| 9  |                                  | Thomas J. Pickard   | 1999. november 1 – 2001. június 25     | 1 év, 237 nap                     |                                                                  |
| 10 |                                  | Bruce J. Gebhart    |                                        |                                   |                                                                  |
| 11 |                                  | John S. Pistole     | 2004. október 1 – 2010. május 17       | 5 év, 242 nap                     |                                                                  |
| 12 |                                  | Timothy P. Murphy   | 2010. július 8 – 2011. augusztus 31    | 1 év, 54 nap                      |                                                                  |
| 13 |                                  | Sean M. Joyce       | 2011. szeptember 1 – 2013. november 30 | 2 év, 90 nap                      | Jill Kelley unokatestvére                                        |
| 14 |                                  | Mark F. Giuliano    | 2013. december 1 – 2016. február 1.    |                                   |                                                                  |

## Kitalált igazgatóhelyettesek
- Alvin Kersh, az FBI igazgatóhelyettese az X-akták című sorozatban
- Avery Ryan, az FBI igazgatóhelyettese és a cyber részleg igazgatója, a CSI: A Cyber helyszínelők című sorozatban